# اریک سوم
اریک سوم دانمارک (دانمارکی: Erik III Lam؛ حدود ۱۱۲۰ - درگذشته ۲۰ اوت ۱۱۴۶) پادشاه دانمارک بود.